# Wilhelminakade

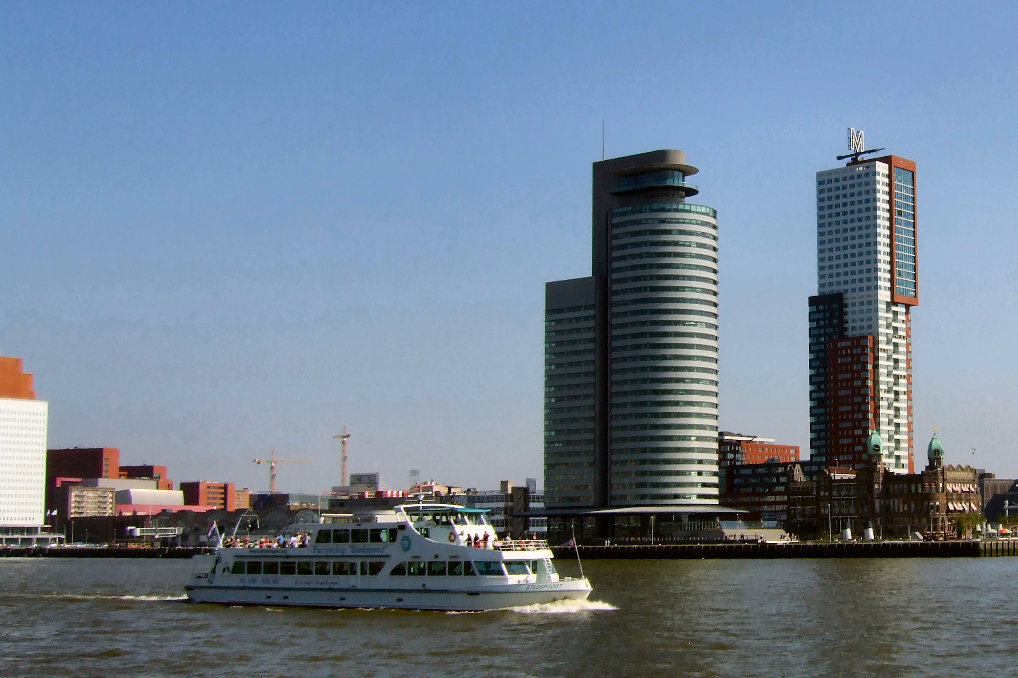
Wilhelminakade met het World Port Center en de Montevideo

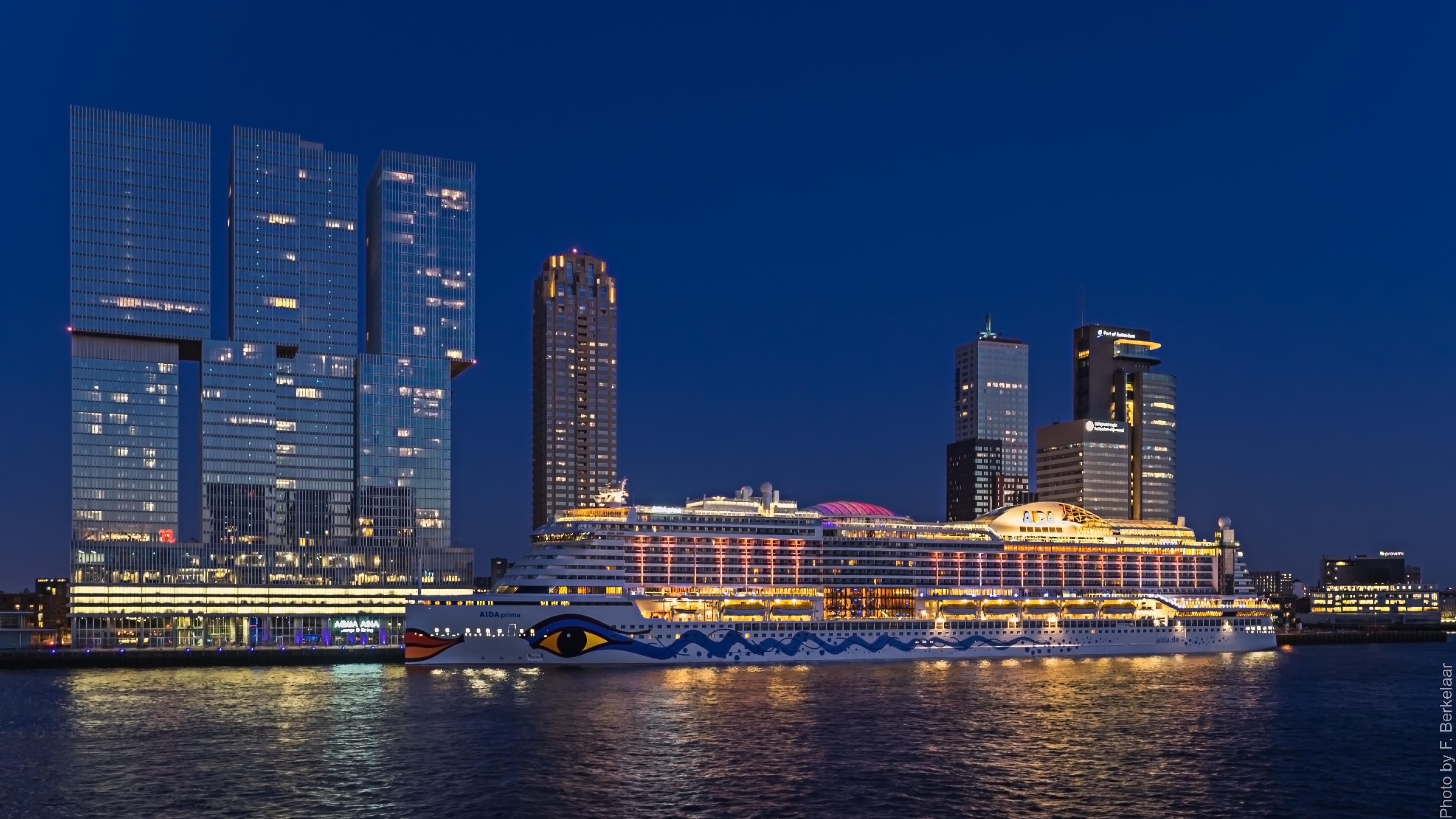
De AIDAprima voor de Wilhelminakade met links De Rotterdam

De Wilhelminakade is een straat op de linker Maasoever in Rotterdam. Ze heeft een rijke geschiedenis en in de eerste jaren van de 21ste eeuw is er veel spraakmakende hoogbouw gerealiseerd.

## Ligging
De Wilhelminakade is een circa 500 meter lange straat op de Wilhelminapier op de Kop van Zuid. De Wilhelminakade begint bij het Wilhelminaplein en eindigt bij het World Port Center.

## Geschiedenis
De Wilhelminakade kreeg zijn naam rond 1900 en is vernoemd naar koningin Wilhelmina. Het was de vestigingsplaats van de Holland-Amerika Lijn in de periode 1901-1971. Met name in de periode tot de Eerste Wereldoorlog vertrokken grote aantallen Oost-Europese volksverhuizers via de Wilhelminakade naar New York. De Nieuw Amsterdam vertrok in 1971 als laatste schip van de lijndienst op New York. Sindsdien leggen er incidenteel cruiseschepen aan. Op de kade staat het voormalig hoofdgebouw van de Holland-Amerika Lijn. In de jaren 90 van de twintigste eeuw werd het omgebouwd tot Hotel New York. Het interieur werd echter volledig authentiek gehouden.
Norman Foster ontwierp op uitnodiging van de gemeente Rotterdam in 1992 een masterplan voor de herontwikkeling van de Wilhelminapier tot grootstedelijke boulevard. Ook de eerste hoogbouw op de Wilhelminakade, het 124 meter hoge World Port Center uit 2000, werd door hem ontworpen.
De westelijke punt van de pier wordt het Koninginnehoofd genoemd. Hier staat sinds 2001 het grote gietijzeren beeld Lost luggage depot van de Canadese historicus en beeldend kunstenaar Jeff Wall als symbool van het afscheid dat emigranten hier namen van hun "vorige leven". De Wilhelminakade gaat hier met een ruime U-bocht over in de Otto Reuchlinweg, vernoemd naar de reder en wijnkoper Otto Reuchlin, een van de oprichters van de HAL in 1873.

## Bestaande gebouwen
1953 - Las Palmas, voormalig werkplaatsengebouw van de HAL

 2000 - World Port Center, 124 meter hoog, de eerste toren op Zuid

 2000 - Toren op Zuid, 96 meter

 2001 - Het Nieuwe Luxor Theater

 2005 - Montevideo, 139 meter

 2009 - Maastoren, 165 meter

 2010 - New Orleans, 158 meter

 2013 - De Rotterdam, 139 meter
2018 - Seattle - Boston

## Geplande gebouwen
- Havana, 154 meter hoog
- Philadelphia, 70 meter hoog, wordt samen met Havana ontwikkeld als The Sax (start bouw 2018)
- Peter Stuyvesant Building, voorheen Baltimore
- Chicago
- Pakhuis Meesteren

Afrikaanderplein ·
Atjehstraat ·
Beijerlandselaan ·
Brede Hilledijk ·
Brielselaan ·
Boulevard Zuid ·
Charloisse Lagedijk ·
Coen Moulijnweg ·
Dordtselaan ·
Dordtsestraatweg ·
Dorpsweg ·
Goereesestraat ·
Groene Hilledijk ·
Groene Kruisweg ·
Grondherendijk ·
Katendrechtse Lagedijk ·
Kerkwervesingel ·
Kromme Zandweg ·
Laan op Zuid ·
Lange Hilleweg · 
Maastunnelplein ·
Mijnsherenlaan ·
Oldegaarde ·
Oranjeboomstraat ·
Pendrechtseweg ·
Plein 1953 ·
Pleinweg ·
Pretorialaan ·
Prins Hendrikkade ·
Riederlaan · 
Rosestraat ·
2e Rosestraat .
Slinge ·
Smeetlandsedijk · 
Stadionweg ·
Stieltjesplein ·
Stieltjesstraat ·
Strevelsweg ·
Vaanweg ·
Veerlaan ·
Vondelingenweg ·
Wilhelminakade ·
Wilhelminaplein ·
Zuiderpark ·
Zuiderparkweg ·
Zuidplein